# Фелікс Кроос
Фелікс Кроос (нім. Felix Kroos, нар. 12 березня 1991, Грайфсвальд) — німецький футболіст, що грав на позиції півзахисника.
Виступав, зокрема, за клуб «Вердер», а також молодіжну збірну Німеччини.

## Клубна кар'єра
Народився 12 березня 1991 року в місті Грайфсвальд.
У дорослому футболі дебютував 2009 року виступами за команду «Ганза», в якій провів один сезон, взявши участь у 27 матчах чемпіонату.
Протягом 2010–2011 років захищав кольори клубу «Вердер» II.
Своєю грою за останню команду привернув увагу представників тренерського штабу клубу «Вердер», до складу якого приєднався 2010 року. Відіграв за бременський клуб наступні шість сезонів своєї ігрової кар'єри.
Протягом 2016–2020 років захищав кольори клубу «Уніон» (Берлін).
Завершив ігрову кар'єру у команді «Айнтрахт» (Брауншвейг), за яку виступав протягом 2020–2021 років.

## Виступи за збірні
У 2006 році дебютував у складі юнацької збірної Німеччини (U-16), загалом на юнацькому рівні взяв участь у 34 іграх, відзначившись 20 забитими голами.
У 2011 році залучався до складу молодіжної збірної Німеччини. На молодіжному рівні зіграв в одному офіційному матчі.